# 日産・NP35

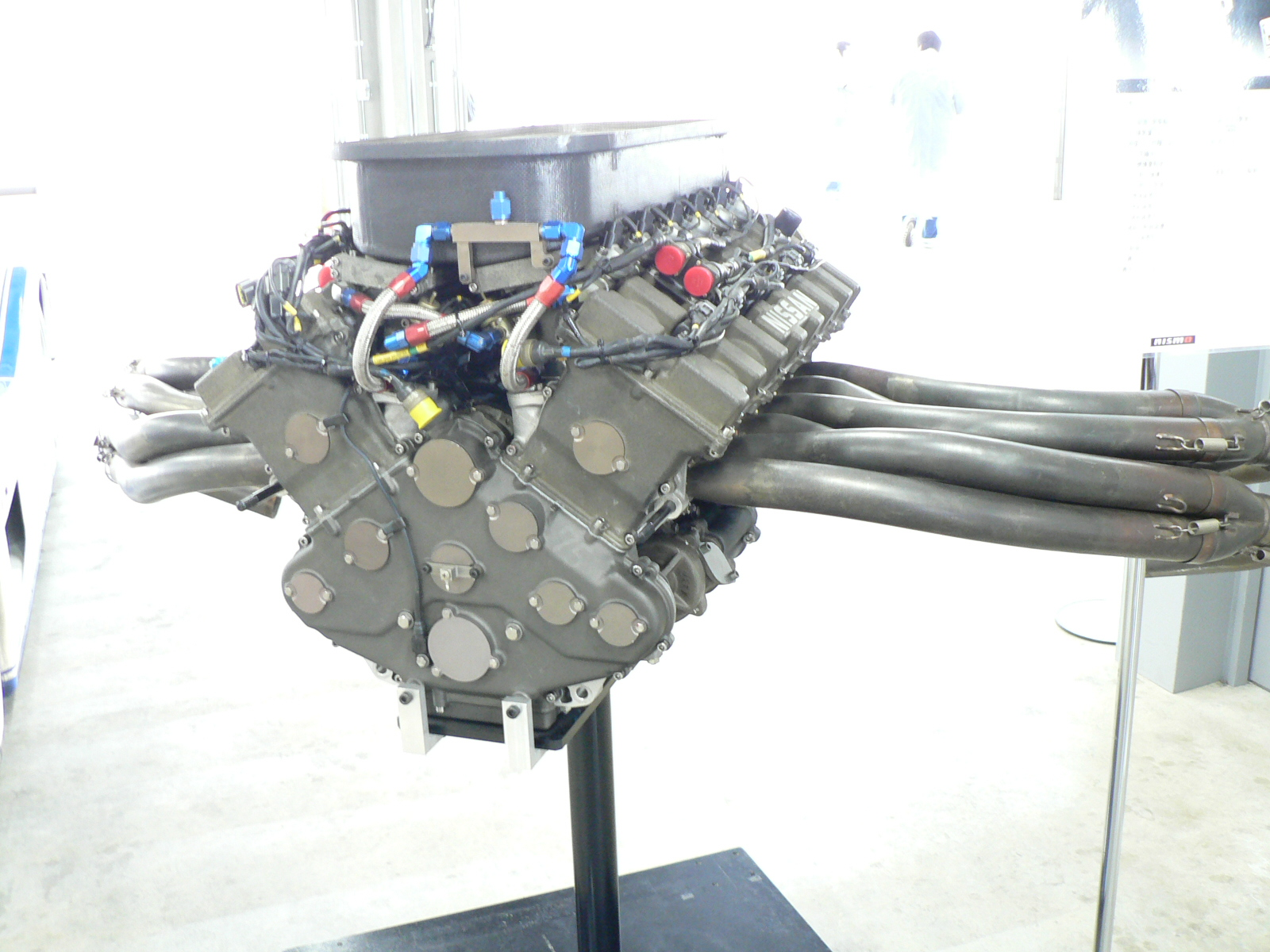
VRT35エンジン

日産・NP35は、日産自動車がル・マン24時間レース、全日本スポーツプロトタイプカー耐久選手権（JSPC）、スポーツカー世界選手権（SWC）参戦用に開発したプロトタイプレーシングカーである。

## 概要

### 開発、製作
1991年から国際自動車連盟（FIA）のグループCカテゴリでは燃費制限をなくした3.5L 自然吸気（NA）エンジン規定が導入されることになった。しかし、日産はグループCのNA化に反対であり、1991年シーズンもターボ・エンジンでスポーツカー世界選手権（SWC）に参戦する計画を立てていたが、NA化を推進したいFIAによるSWCレギュレーションでターボエンジン搭載マシンに対するハンディキャップが厳しくされたため、1991年のSWC参戦自体を断念することになった。
日産はグループCのNA化に反対ではあったが、結局NA3.5L仕様のグループCマシンを開発することになった。日産では当時、同じ3.5L NAエンジンが使用されていたフォーミュラ1（F1）参戦を検討しており、SWC/全日本スポーツプロトタイプカー耐久選手権（JSPC）において先行開発を行う思惑もあったという。
NP35は1990年に開発が始まった。まず先行して林義正率いるエンジン開発チームにより、1991年より施行されたグループCの新エンジンルール（3.5リッター・自然吸気エンジン）に適合するエンジンとして、3.5リッター・V型12気筒のVRT35が開発された。1991年に入ると日産の米国レース子会社であるニッサン・パフォーマンス・テクノロジー（NPTI）によりシャシーの開発プロジェクトがスタートする。シャシー設計はトレバー・ハリス、エアロダイナミクス担当は日産・R90CPのカウルデザインなども担当した鈴鹿美隆が行った。
エンジンは1991年春に完成し、シャシーが完成するまでの間インディカー用のシャシーに搭載して開発テストが行われた。1992年にはNPTI製作のシャシー、P35も完成しアメリカで開発テストが重ねられた。日産ではR89C以降カーボンモノコックを採用していたため、林らのエンジンチームでは同様にカーボンモノコックでのマシン開発を求めていたが、P35はNPTIがカーボンモノコックの製作経験を持たなかったため、アルミ・ハニカムにカーボン・コンポジットを組み合わせたハイブリッドタイプで製作された。
日本国内ではNISMOが中心となり、P35の設計図を元にフルカーボン製モノコックのNP35を開発した。NP35はJSPCで使われる予選専用タイヤに対応し、高いコーナリングスピードに耐えられるようサスペンション等が強化されていた。

### 戦績
NP35は1992年10月下旬に菅生でシェイクダウンテストを行った後、同年10月31日-11月1日にMINEサーキットで開催されたJSPCの最終戦にテスト参戦した。ドライバーは鈴木利男とジェフ・クロスノフ。しかし、サスペンションセッティングが決まらないなどの初期トラブル続きで結果は予選、決勝とも最下位に終わった。レース中のベストラップはファステストラップを記録したトヨタ・TS010の約3秒落ちであった。
当初の予定では、翌1993年にP35はアメリカでデイトナ24時間レースやIMSA GT選手権（IMSA）でIMSA-GTPクラスへの参戦、NP35はル・マン24時間レースやJSPC・SWCへの参戦が計画されていたが、日産自動車が1993年3月期に株式上場後初の経常赤字を記録するなど極度の経営不振に陥ったことに加え、SWC、JSPCが1992年限りで消滅するなどスポーツプロトタイプカーというカテゴリーそのものの衰退が顕著になり、P35/NP35共にその後の開発・レース活動は打ち切られた。
一度だけの実戦参加から約1年後の1993年11月10-11日、日産は菅生でNP35を使用して「高速車両の基礎研究」を行った。このテストに使用されたNP35はモノコックとエンジン位置を移動させ、ホイールベースを70mm短縮したショートホイールベース仕様であった。また、1992年には1段翼だったリヤウイングがジャガー・XJR-14などと同タイプの2段式に改められていた。
NP35は、1992年のJSPC最終戦に参戦した実車が神奈川県座間の日産ヘリテージコレクションにて動態保存されており、毎年11月に行われるニスモフェスティバル等のイベントでデモ走行が行われることがある。

## その他
日産は、ル・マン24時間レースへの参戦を念頭にSWC規格のグループCカーを開発したもののSWCに参戦する計画はなく、1993年はJSPCとIMSAにのみ参戦する予定だった。監督の水野和敏、エンジン開発を担当した林義正ともFIAによるSWCレギュレーションへの不信を理由としている。
前述の通り、日産はVRT35エンジンを用いたF1参戦を検討しており、林は1991年頃に複数のF1チームと接触しエンジン供給の可能性を探っていたことを後に明らかにしている。特にウィリアムズとは、当時の代表であるフランク・ウィリアムズがかなり乗り気で、林がVRH35の設計者であることを知り「あのスーパーエンジンを作った男の手掛けるF1エンジンなら」として交渉が進んだという。林は後に「ウィリアムズには（VRT35の）詳細設計図面を見せ、改良のためのアドバイスを貰った」とも述べている。交渉は進んだものの、日産本社の経営悪化、米国日産が「F1よりもIMSAを優先」するよう望んだことなどが重なり、F1へのエンジン供給は実現しなかった。
また、日産・スカイラインGT-RにVRT35エンジンを搭載した試作車もあり、追浜テストコース内で渡邉衡三が乗ったことがあり、それが実験主管時代の一番の思い出だと後年発言している。
NP35の参戦終了後も、エンジン開発チームでは1994年頃までVRT35の開発が続けられていた。林によれば「ニューマチックバルブ仕様も存在し、ベンチテストでは14000回転以上回っていた」というが、車に乗せての走行は実現しなかった。1993年秋のテストも、日産が引き続きF1参戦を模索していたために実施された可能性が指摘されており、実際同年の日本GPに鈴木利男がスポット参戦した際には、水野が設計したパーツ類がラルースチームに持ち込まれ、いくつかは実際にマシン（ラルース・LH93）に搭載されたという。

## 参考資料
- 『Racing On』2007年9月号 pp.144 - 148 「ル・マン 見果てぬ夢」最終回
- 「日本の名レース100選」volume32、三栄書房、2007年。